# Marie Lacoste Gérin-Lajoie
Pour les articles homonymes, voir Marie Gérin-Lajoie et Gérin-Lajoie.
Marie Lacoste Gérin-Lajoie (Montréal, 19 octobre 1867-Montréal, 1er novembre 1945 à l'âge de 78 ans) est une pionnière du mouvement féministe au Québec, une juriste autodidacte, une réformiste sociale et une éducatrice. 
Elle publie en 1902 un important ouvrage juridique – le Traité de droit usuel – qui renseigne les femmes sur leurs droits. En 1907, Marie Gérin-Lajoie cofonde la Fédération nationale Saint-Jean-Baptiste avec Caroline Dessaulles-Béique, dont elle est secrétaire puis présidente de 1913 à 1933. Elle a également ardemment milité pour l’obtention du droit de vote pour les femmes dans la province de Québec, participant à la fondation du Comité provincial pour le suffrage féminin à cette fin et conduisant, le 9 février 1922, une délégation de 400 femmes à l’Assemblée législative à Québec pour tenter d’influencer les parlementaires.

## Biographie

### Enfance et formation
Née à Montréal le 19 octobre 1867, Marie Lacoste est originaire d'une famille de la bourgeoisie francophone. Son père, sir Alexandre Lacoste, avocat, professeur de droit à l'Université Laval à Montréal (1880-1923), sénateur (1884-1891), puis juge en chef de la province de Québec (1891-1907), est un éminent juriste et une personnalité influente du parti conservateur. Sa mère, Lady Lacoste, née Marie-Louise Globensky, est une figure importante des milieux philanthropiques montréalais. 

Parmi les sœurs de Marie, Justine Lacoste-Beaubien (1877-1967) est la fondatrice, avec Irma Levasseur, de l'hôpital pour enfants Sainte-Justine, alors que Thaïs Lacoste-Frémont (1886-1963), active militante des droits de la femme mariée, fonde en 1926 l’Association des femmes conservatrices de Québec et est en 1932 déléguée à la 13e assemblée de la Société des Nations, à Genève, devenant ainsi la première Canadienne française à occuper un poste officiel au Canada. Paul Lacoste, son frère, est devenu bâtonnier du Québec en 1938. 

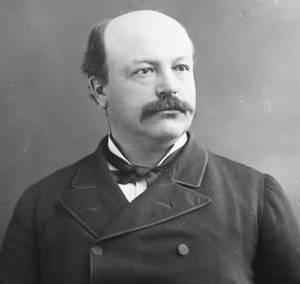
Sir Alexandre Lacoste (1842-1923), père de Marie Gérin-Lajoie, en 1884. C'est dans la bibliothèque de cet éminent juriste que sa fille s'initie, en autodidacte, au droit civil.

Cette jeune fille de bonne famille étudie au couvent d'Hochelaga dirigé par les Sœurs des Saints-Noms de Jésus et de Marie. Une fois ses courtes études terminées en 1883, Marie Lacoste complète sa formation par elle-même en se plongeant dans les livres de son père, à une époque où les Canadiennes françaises n’ont pas encore accès à l’enseignement supérieur dans la province de Québec. Elle s'initie ainsi au droit en autodidacte en parcourant les ouvrages juridiques de la bibliothèque paternelle. 

### Vie de famille

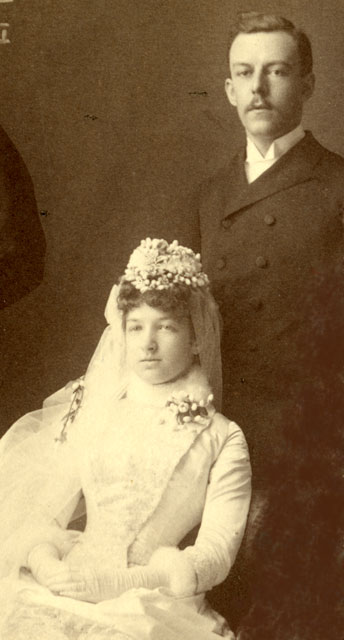
Marie Lacoste épouse Henri Gérin-Lajoie en 1887.

Le 11 janvier 1887, Marie Lacoste épouse l'avocat montréalais Henri Gérin-Lajoie, fils du poète Antoine Gérin-Lajoie et de Joséphine-Henriette Parent. Il a en outre pour oncle le sociologue Léon Gérin et il est le petit-fils du journaliste Étienne Parent. Le couple aura 4 enfants: Marie, Henri, Alexandre et Léon. 
Les lectures lui font peu à peu prendre conscience de la situation juridique de la femme mariée, le code civil alors en vigueur dans la province de Québec en faisant une perpétuelle mineure aux yeux de la loi. Afin d’informer les femmes sur leur condition légale, elle publie en 1902 un Traité de droit usuel, manuel de droit civil et constitutionnel s'adressant en particulier aux femmes. Réédité à deux reprises (1910 et 1922), traduit en anglais, utilisé dans les institutions d’enseignement et inscrit en 1914 sur la liste des ouvrages recommandés pour les bibliothèques scolaires, cet ouvrage devient une référence pour les militantes souhaitant améliorer le statut juridique des femmes.

### L'action au sein duMontreal Local Council of Women
Le 30 novembre 1893, elle est parmi les rares femmes francophones, avec entre autres sa mère, à participer à la fondation du Montreal Local Council of Women (MLCW) (l'actuel Conseil des femmes de Montréal) sous l'égide de Ishbel Aberdeen, l'épouse du gouverneur général du Canada de l'époque, Lord Aberdeen. Le MLCW, affilié au Conseil national des femmes du Canada, et, à travers lui, au Conseil international des femmes, est une organisation non-confessionnelle rassemblant alors majoritairement des femmes anglophones et destinée à coordonner les efforts et les actions des multiples associations féminines œuvrant alors dans le domaine social, avec pour objectif d’améliorer la société en général, en particulier la condition des femmes et des enfants. Cette association est l’un des premiers groupements féministes au Québec. Marie Gérin-Lajoie, qui y milite activement, siège au sein de son conseil d'administration de 1900 à 1906. Elle se souvient de l'effet provoqué par ces premières rencontres :
À Montréal, quand en 1893 Lady Aberdeen convoqua une première assemblée pour discuter la question féminine, des Canadiennes françaises accep[èrent] d'y prendre part; c'était madame Dandurand, Françoise et votre humble conférencière. Que de tapage se fit autour de cette histoire. On se divisait dans les familles pour ou contre ces nouveautés.
Également en 1893, Joséphine Marchand fait paraître une enquête sur le droit de vote féminin dans les pages du Coin du feu. Sous le pseudonyme d'Yvonne, Marie Gérin-Lajoie soutient que « le suffrage féminin n'est que la conséquence rigoureuse d'une véritable démocratie; voilà pourquoi, je pense, à mesure que l'on pénétrera le sens intime de cette force de gouvernement, on accordera le droit de vote aux femmes. »  Elle fait d'ailleurs paraître plusieurs autres textes sur le travail et les droits des femmes dans Le Coin du feu. Son texte Le mouvement féministe est considéré à l'époque comme fondamental pour expliquer l'action féminine qui est en train de prendre forme dans la province de Québec. C'est encore son amie Joséphine Marchand qui lui fait connaître le féminisme chrétien, une tendance qui l'intéresse vivement et à laquelle elle liera ses actions dans les années à venir,
.
En 1902, le MLCW mène une action pour s'opposer au retrait du droit de vote aux femmes locataires, envisagé par le conseil municipal. Marie Gérin-Lajoie dirige la lutte et le MLCW réussit à empêcher le retrait. 

### La fondation de la Fédération nationale Saint-Jean-Baptiste

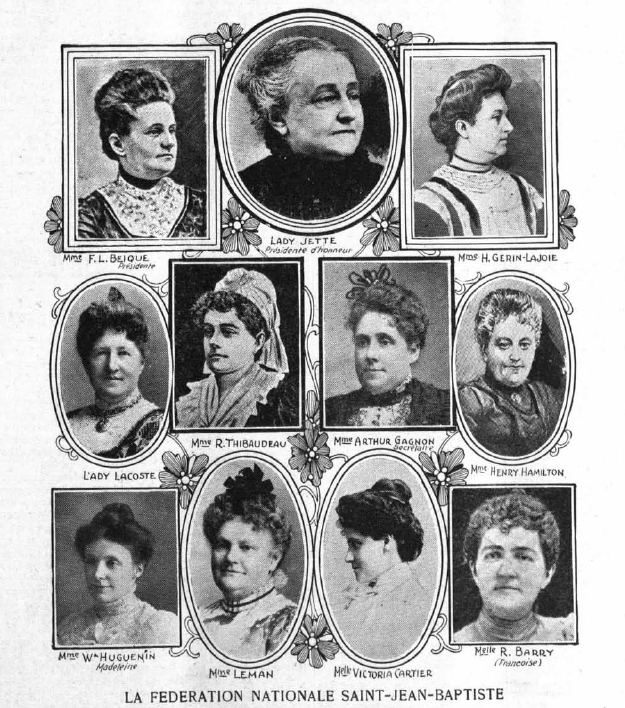
Portrait officiel du premier conseil d’administration de la Fédération nationale Saint-Jean-Baptiste élu à l’automne 1907. Marie Lacoste Gérin-Lajoie (en haut à droite) y occupe les fonctions de secrétaire, avant d’en devenir présidente en 1913.

En 1907, partageant le malaise d'autres femmes francophones à militer au sein d'un mouvement laïc et majoritairement anglophone, elle se dissocie du MLCW pour fonder, avec Caroline Dessaulles-Béique et les femmes issues de la section des Dames patronnesses de l'Association Saint-Jean-Baptiste de Montréal, la Fédération nationale Saint-Jean-Baptiste (FNSJB), destinée selon l'intention de ses fondatrices, à « grouper les Canadiennes françaises catholiques en vue de fortifier par l'union leur action dans la famille et dans la société ». Lors du premier congrès de l'organisation, Caroline Dessaulles-Béique dira: « C'est la première fois que les Canadiennes françaises se réunissent pour discuter d'une manière sérieuse de tout ce qui a rapport à leurs intérêts, aux progrès qu'elles pourraient faire, à l'action sociale qu'elles peuvent et doivent exercer. » 
Jusqu'au milieu des années 1920, la FNSJB va jouer un rôle important dans les débuts du mouvement féministe québécois et la lutte pour l'obtention du suffrage féminin au Québec. Marie Gérin-Lajoie a profondément marqué la FNSJB de son empreinte personnelle, y occupant les fonctions de secrétaire (1907-1913), puis de présidente (1913-1933). 
La Première Guerre mondiale ne l'empêche pas de mener plusieurs actions. En 1917, Mme Gérin-Lajoie et certaines de ses consœurs demandent au premier ministre canadien, Sir Robert Borden, d'élargir le droit de vote à l'ensemble des Canadiennes. Puis, la FNSJB et Marie Gérin-Lajoie s'opposent à la conscription l'année suivante, en 1918. 

### Les débuts de la lutte pour l'obtention du suffrage féminin au Québec

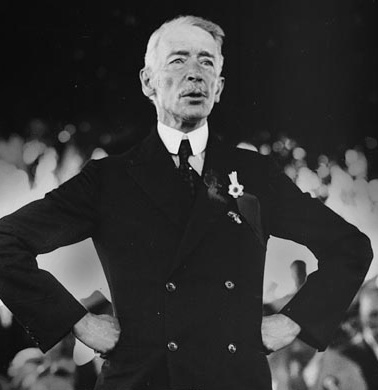
Louis-Alexandre Taschereau, premier ministre du Québec de 1920 à 1936, farouche opposant au suffrage féminin.

Au début de 1920, après l'obtention du droit de vote des femmes en 1918 au palier fédéral et dans les autres provinces entre 1916 et 1922, elle relance la lutte au Québec. La FNSJB met sur pied un comité de la femme afin d'encourager les femmes à prendre part à la vie de leur communauté. Après une importante participation des femmes aux élections de 1921, l'Université de Montréal, dirigée par Mgr Gauthier, ouvre un cours d'instruction civique. Marie Gérin-Lajoie y enseignera à plusieurs centaines de femmes.  
C'est dans ce contexte que, le 14 janvier 1922, des membres de la Fédération nationale Saint-Jean-Baptiste et le Montreal Council of Women se rencontrent à la résidence de Marie Gérin-Lajoie. Elles décident de fonder le Comité provincial pour le suffrage féminin (CPSF) qui rassemble militantes anglophones et francophones telles que Carrie Derick, Grace Ritchie England, Idola Saint-Jean et Thérèse Casgrain. Marie Gérin-Lajoie copréside ce comité avec Anna Marks Lyman. Dans son discours d'accueil, elle prône l'éducation, les conférences et une campagne de presse afin de convaincre les parlementaires d'accorder le suffrage aux femmes de la province de Québec. Elle suggère qu'une délégation se rende à Québec à cette fin.  
Le 9 février 1922, Marie Gérin-Lajoie y conduit donc une délégation de 400 femmes pour tenter de convaincre, en vain, le premier ministre Louis-Alexandre Taschereau. Elles sont reçues au restaurant du Parlement, où Marie Gérin-Lajoie, Idola Saint-Jean et Thérèse Casgrain prennent la parole au nom de leurs consœurs francophones et Carrie Derick, Julia Drummond et Grace Ritchie England au nom des anglophones. La délégation doit faire face à un très fort mouvement d'opposition provenant à la fois du clergé catholique, par la voix de Mgr P.-E. Roy, des journalistes (notamment Henri Bourassa), des politiciens, dont le premier ministre lui-même, et même de femmes. Marie Gérin-Lajoie recevra par contre l'appui du secrétaire de la province, Athanase David, au lendemain de la rencontre.  

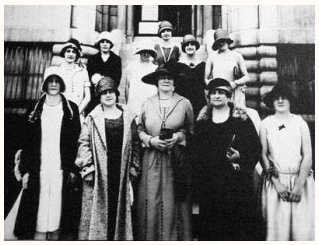
Marie Gérin-Lajoie participe à la création du Comité provincial pour le suffrage féminin en 1922.

Le projet de loi, déposé à l'Assemblée législative par un député libéral sympathique à la cause (Henry Miles), n'est finalement pas présenté. Cela marque toutefois le début de la tradition du pèlerinage au Parlement, qui aura lieu annuellement de 1926 à 1940.  
En mai 1922, Marie Gérin-Lajoie se rend à Rome pour assister au congrès de l’Union internationale des ligues féminines catholiques afin de recevoir l’assentiment du pape concernant le suffrage des femmes au Québec, espérant ainsi contourner la forte opposition de la hiérarchie catholique québécoise. L’Union se prononce en faveur du mouvement suffragiste, mais déclare, à l'instigation du représentant du pape, que les démarches doivent se faire avec l'accord de l’épiscopat local. 
Les différences de vue quant aux stratégies à adopter se multipliant au sein du CPSF et face aux pressions du clergé qui souhaite dissocier la FNSJB de toute implication du mouvement suffragiste, Marie Gérin-Lajoie démissionne de la présidence de la section francophone du CPSF en novembre 1922, tout en demeurant membre du conseil d'administration jusqu'en 1928. Elle convoque le CPSF en 1926 afin qu'une délégation soit envoyée à Québec pour se faire entendre sur un amendement à la Charte de Montréal concernant le droit de vote aux femmes propriétaires. Le sous-comité des droits civiques est formé à cette fin. Marie Gérin-Lajoie en fait partie,.
Le CPSF va toutefois demeurer virtuellement inactif jusqu'à sa reprise en main, en 1927, par Thérèse Casgrain sous le nom de Ligue des droits de la femme. Idola Saint-Jean fonde de son côté l'Alliance canadienne pour le vote des femmes du Québec.

### L'amélioration de la situation juridique de la femme mariée

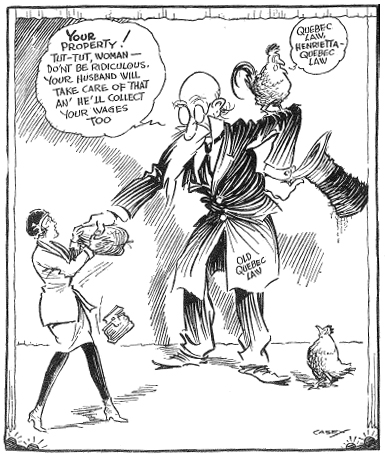
En novembre 1929, pendant les audiences de la commission Dorion, le Montreal Herald (l’un des rares journaux sympathisant de la cause féministe) publie une série de caricatures savoureuses critiquant l’archaïsme du code civil québécois qui bloque l’évolution de la condition féminine. (Montreal Herald, 22 novembre 1929).

Marie Gérin-Lajoie multiplie, depuis 1896, les conférences, les textes dans Le Coin du feu, Le Journal de Françoise ou La Bonne parole et les démarches en faveur de l'amélioration juridique de la femme mariée dans la province de Québec. Elle proteste notamment contre un amendement à la loi du Homestead (1909) et se prononce en faveur de la loi Pérodeau (1915). Dès sa fondation la FNSJB inscrit d'ailleurs la réforme du code civil à son programme,.  
Marie Gérin-Lajoie approche le premier ministre Lomer Gouin en 1914 pour lui faire part de la nécessité de réformer les lois concernant la condition de la femme mariée. Puis, en 1927, elle publie La Communauté légale où elle demande la mise sur pied d'une commission sur la question. En août 1929, Marie Gérin-Lajoie obtient effectivement la tenue d'une Commission d'enquête sur les droits civiques des femmes au Québec (Commission Dorion), devant laquelle elle témoigne en novembre 1929 au nom de la FNSJB, en compagnie notamment de Thérèse Casgrain et d'Idola Saint-Jean. Parmi leurs revendications figure celle d'accorder aux femmes mariées le droit à leur propre salaire. 
À la suite du dépôt du rapport de la Commission Dorion, le 15 février 1930, les premières véritables mesures destinées à l'amélioration de la condition juridique de la femme mariée dans la province de Québec vont être adoptées : libre disposition de son salaire (et des biens ainsi acquis) par la femme mariée, libre disposition de ses biens par la femme séparée de son mari sans besoin de l'accord de celui-ci.

### Mort
Marie Gérin-Lajoie démissionne de la présidence de la FNSJB en 1933. Après la mort accidentelle de son époux, le 7 mai 1936, elle se retire auprès de sa fille Marie Gérin-Lajoie, à l'Institut Notre-Dame-du-Bon-Conseil fondé par cette dernière, où elle meurt le 1er novembre 1945. Elle est enterrée au Cimetière Notre-Dame-des-Neiges, à Montréal.

## Hommages
La salle Marie-Gérin-Lajoie du pavillon Judith-Jasmin de l'Université du Québec à Montréal a été nommée en son honneur en 1979, à la suite d'une consultation auprès de la communauté universitaire.
Les villes de Québec et de Montréal ont, chacune, nommé un parc pour rappeler sa mémoire, respectivement en 1992 et 1994.
En 1998, Marie Lacoste Gérin-Lajoie a été désignée comme « personnage historique d'importance nationale » par le ministère du Patrimoine canadien.
À l’occasion du 70e anniversaire du droit de vote des femmes au provincial, le centre de documentation Marie-Lacoste-Gérin-Lajoie du Conseil du statut de la femme du Québec a été désigné en son honneur en 2010.
Le monument en hommage à trois pionnières du droit de vote des femmes, Marie Lacoste-Gérin-Lajoie, Idola Saint-Jean et Thérèse Forget-Casgrain, ainsi que Marie-Claire Kirkland-Casgrain, première élue, a été dévoilé en 2012. Il est situé sur le terrain de l'Assemblée nationale à Québec.

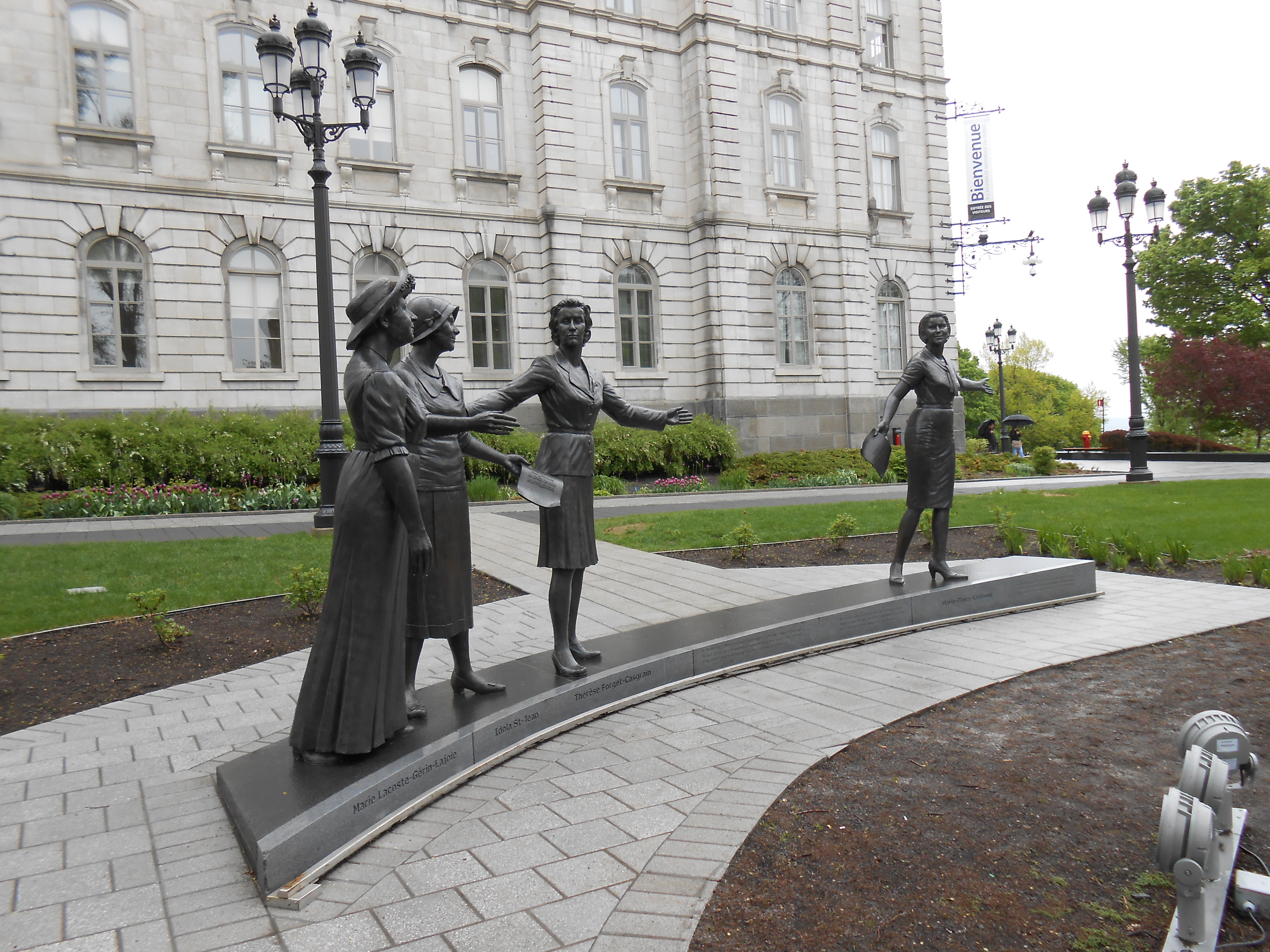
Marie Lacoste-Gérin-Lajoie est représentée dans le Monument en hommage aux femmes en politique sur le terrain du Parlement à Québec.

Elle a été désignée « personnage historique » par le ministère de la Culture et des Communications du Québec en 2019.

## Principaux écrits
- Traité de droit usuel, Montréal, Beauchemin, 1902.
- La Communauté légale : sauvons nos lois françaises !, [s.l.], [s.n.], 1927.
- La Femme et le code civil : plaidoirie de Mme Marie Gérin-Lajoie devant le Comité des bills publics, en faveur de certains amendements au Code civil de la province de Québec, [s.l.], [s.n.], 1929.
- « Le suffrage féminin », La Bonne parole, vol. 10 (1922), p. 3, 6.